# Tridactyle tanneri
Tridactyle tanneri är en orkidéart som beskrevs av Phillip James Cribb. Tridactyle tanneri ingår i släktet Tridactyle och familjen orkidéer. Inga underarter finns listade i Catalogue of Life.